# Ижа
Ижа (слч. Iža, мађ. Izsa) насељено је мјесто са административним статусом сеоске општине (слч. obec) у округу Коморан, у Њитранском крају, Словачка Република.

## Становништво
| Година:    | 1994. | 2004.   | 2014.   | 2024.   |
| ---------- | ----- | ------- | ------- | ------- |
| Број људи: | 1626  | 1632    | 1636    | 1797    |
| Разлика:   |       | +0,36 % | +0,24 % | +9,84 % |

| Година:    | 2023. | 2024.   |
| ---------- | ----- | ------- |
| Број људи: | 1786  | 1797    |
| Разлика:   |       | +0,61 % |

Према подацима о броју становника из 2011. године насеље је имало 1.635 становника.